# 慶徳村
慶徳村（けいとくむら）は福島県耶麻郡にあった村。現在の喜多方市慶徳町各町にあたる。

## 地理
- 山：琴平山、雷神山、蛇崩山、高館山、経塚山
- 河川：阿賀川、濁川

## 歴史
- 1889年（明治22年）4月1日 - 町村制の施行により、耶麻郡松舞家村、豊岡村、山科村、新宮村の区域をもって成立。
- 1954年（昭和29年）3月31日 - 耶麻郡喜多方町、岩月村、上三宮村、熊倉村、関柴村、豊川村、松山村と新設合併し喜多方市が発足。同日慶徳村廃止。

### 事件・出来事
1935年（昭和10年）、村内を荒らす泥棒が頻出。集落内では犯人を指名する選挙が行われた。この選挙には駐在所の巡査も関わったことから社会問題化、全国紙でも取り上げられる騒ぎとなった。

## 交通

### 鉄道路線
村域を日本国有鉄道磐越西線が通過したが、駅は所在しなかった。